# James Joyce Bridge
Il James Joyce Bridge (in irlandese: Droichead James Joyce) è un ponte ad arco-tirante, che attraversa il fiume Liffey, situato a Dublino in Irlanda e progettato da Santiago Calatrava.

## Descrizione
È realizzato in acciaio con una singola campata lunga 40 m, con il ponte sostenuto da due archi inclinati verso l'esterno.
Il ponte fu costruito dall'impresa Irishenco Construction, utilizzando sezioni in acciaio prefabbricate da Harland e Wolff.
Il ponte prende il nome dal famoso autore di dublinese James Joyce ed è stato aperto il 16 giugno 2003, durante il Bloomsday. Il racconto di Joyce The Dead è ambientato al civico numero 15 di Usher's Island, abitazione situata di fronte al ponte sul lato sud.